# Evamaria Heyse
Evamaria Heyse, auch Eva-Maria Heyse (* 1920; † 1980), war eine deutsche Schauspielerin und Synchronsprecherin.

## Leben
Heyse wirkte vorwiegend in Kino- und Fernsehproduktionen unter der Regie von Walter Beck. Ihre erste größere Filmrolle hatte sie 1965 in dem Märchenfilm König Drosselbart in der Rolle der Hofdame Beatrix. Darauffolgend spielte sie die Briefträgerin Helmchen in dem Kinderfilm Käuzchenkuhle (1969).
In dem Märchenfilm Dornröschen (1971) übernahm sie die Rolle der Königin. In den Folgejahren wirkte sie in jeweils einer Episode der Fernsehserien Fernsehpitaval und Stülpner-Legende mit. 1979 spielte sie ihre letzte Rolle als Bäuerin Ziska in dem Film Des Henkers Bruder.
Außerdem betätigte sich Evamaria Heyse als Synchronsprecherin. 1977 lieh sie in dem Jugendfilm Trini Dimitrina Sawowa ihre Stimme.
Sie erlag 1980 einem Krebsleiden.
Evamaria Heyse war mit dem Schauspieler und Theaterintendanten Albrecht Delling († 2012) verheiratet.

## Filmografie (Auswahl)
Schauspielerin
- 1960: Hans-Albert Pederzani – Die Hunde bellen nicht mehr (Kriminalfernsehspiel) – Regie: Fritz Bennewitz
- 1961: Gabriela Zapolska – Die kleine Kröte (als Maria, Schwester Bartnickis)
- 1962: Geheime Front durchbrochen (dreiteilige Fernsehserie), Teil 2: Unternehmen Oderbruch (als Hilde Berger) – Regie: Gerhard Respondek
- 1965: König Drosselbart – Regie: Walter Beck
- 1969: Käuzchenkuhle – Regie: Walter Beck
- 1969: Seltsame Liebesbriefe (Fernsehfilm) – Regie: Klaus Gendries
- 1971: Dornröschen – Regie: Walter Beck
- 1972: Fernsehpitaval: Um den Tod eines Justizobersekretärs [Serienepisode] – Regie: Wolfgang Luderer
- 1972: Rainer Kerndl – Romanze für einen Wochentag (als Sekretärin des Direktors) – Regie: Christian Steinke
- 1973: Stülpner-Legende: Die Treibjagd [Serienepisode] – Regie: Walter Beck
- 1979: Des Henkers Bruder

Synchronsprecherin
- 1977: Trini – Regie: Walter Beck

## Theater (Auswahl)
Städtische Bühnen Erfurt
- 1953: Horst Ulrich Wendler: Der Fall Merzbach (Ingrid, Tochter des Dr. Merzbach) – Regie: Johannes Curth
- 1953: William Shakespeare: Ein Sommernachtstraum (Titania, Königin der Elfen) – Regie: Adolf Peter Hoffmann
- 1953: Tirso de Molina: Die fromme Marta (Marta) – Regie: Johann Schmidt
- 1953: Gerhart Hauptmann: Der Biberpelz (Leontine Wolff) – Regie: Helfried Schöbel
- 1954: Wolfgang Böttcher / Ilse Nürnberg: Ehe eine Ehe eine Ehe wird (Betty) – Regie: Hans-Dieter Schmidt
- 1959: Friedrich Schiller: Wilhelm Tell (Berta von Bruneck) – Regie: Eugen Schaub
- 1959: Gustav von Wangenheim: Studentenkomödie (Lotte Neumann) – Regie: Arno Wolf
- 1960: Gerhart Hauptmann: Die Weber (Frau Heinrich) – Regie: Arno Wolf
- 1960: Werner Heiduczek: Jule findet Freunde (Frau Kuhn) – Regie: Horst Ludwig
- 1960: Johannes R. Becher: Winterschlacht (Elvira von Rundstedt) – Regie: Eugen Schaub
- 1960: Gotthold Ephraim Lessing: Emilia Galotti (Gräfin Orsina) – Regie: Albrecht Delling
- 1960: Gerhard Fabian: Die Stärkeren (Marta Henke) – Regie: Eugen Schaub
- 1961: Alexei Nikolajewitsch Arbusow: Irkutsker Geschichte (Larissa, Verkäuferin) – Regie: Arno Wolf
- 1961: Bertolt Brecht: Leben des Galilei (Frau Sarti) – Regie: Walter Beck
- 1961: Gabriela Zapolska: Die kleine Kröte (Maria, Schwester Bartnickis) – Regie: Horst Ludwig (Fernsehübertragung)
- 1961: Heinrich von Kleist: Der zerbrochene Krug (Frau Brigitte) – Regie: Klaus Martin Boestel
- 1961: Vratislav Blažek: Und das am Heiligabend (Frau des Rechtsanwaltes) – Regie: Klaus Martin Boestel
- 1962: Gerhart Hauptmann: Vor Sonnenuntergang (Paula Clothilde Clausen) – Regie: Walter Niklaus
- 1962: Alexander N. Ostrowski: Klugsein schützt vor Torheit nicht (Kleopatra Lwowna Namajewa) – Regie: Horst Ludwig
- 1962: Erwin Strittmatter: Die Holländerbraut (Die Schnufarski, eine Idiotin) – Regie: Walter Niklaus
- 1962: Johann Wolfgang von Goethe: Urfaust, Teil 1 (auf den Domstufen) (Marthe) – Regie: Horst Ludwig
- 1962: Lucie Taubová: Die Heirat des Heiratsschwindlers (Magda Anderschtowa) – Regie: Klaus Martin Boestel
- 1962: Viktor Rosow: Die ewig Lebenden (Antonina Nikolajewna Monastyrskaja) – Regie: Walter Niklaus
- 1963: Lajos Mesterházy: Das 11. Gebot (Frau Kadács) – Regie: Walter Niklaus
- 1963: Johann Wolfgang von Goethe: Egmont (auf den Domstufen) (Margarete von Parma, Tochter Karls V., Regentin der Niederlande) – Regie: Horst Ludwig
- 1963: Axel Ivers: Parkstraße 13 (Vera, Baronin Bornegg) – Regie: Klaus Martin Boestel
- 1964: William Shakespeare: Romeo und Julia (auf den Domstufen) (Gräfin Capulet) – Regie: Horst Ludwig
- 1964: George Bernhard Shaw: Pygmalion (Frau Eynsford Hill) – Regie: Klaus Martin Boestel
- 1964: Inge von Wangenheim: Professor Hudebraach (Klementine Hudebraach) – Regie: Klaus Martin Boestel (Uraufführung)
- 1965: Christian Collin: Die Geier der Helen Turner (Mrs. Helen Turner) – Regie: Horst Ludwig
- 1965: Viktor Rosow: Unterwegs (Frau im Bahnhofsrestaurant) – Regie: Klaus Martin Boestel
- 1965: Bertolt Brecht: Mutter Courage und ihre Kinder (Anna Fierling, genannt Mutter Courage) – Regie: Walter Beck
- 1965: Gotthold Ephraim Lessing: Nathan der Weise (Sittah, Schwester des Sultans Saladin) – Regie: Detlev Witte
- 1966: Claus Hammel: Um neun an der Achterbahn (Toni Schneider) – Regie: Karl Gassauer
- 1966: Friedrich Dürrenmatt: Der Besuch der alten Dame (erste Frau) – Regie: Klaus Martin Boestel
- 1966: Marcel Pagnol: Zum Goldenen Anker (Honorine) – Regie: Klaus Martin Boestel
- 1966: Tirso de Molina: Don Gil von den grünen Hosen (Donna Antonia Espinosa) – Regie: Andreas Scheinert
- 1966: Gerhart Hauptmann: Die Ratten (Frau Hassenreuter) – Regie: Wolf-Dietrich Köllner
- 1967: Claus Hammel: Morgen kommt der Schornsteinfeger (Die Weiß) – Regie: Dieter Wardetzky (Uraufführung)